# Music Inspired by the Life and Times of Scrooge
Music Inspired by the Life and Times of Scrooge é o primeiro álbum solo do tecladista, líder e principal compositor do Nightwish, Tuomas Holopainen. O álbum é baseado na obra A Saga do Tio Patinhas, escrita e ilustrada por Don Rosa. Foi lançado em 11 de abril de 2014.
O primeiro single e vídeo, "A Lifetime of Adventure", foi lançado em 5 fevereiro de 2014, com Johanna Kurkela nos vocais e com a participação especial do próprio Don. O vídeo foi dirigido por Ville Lipiäinen.
O colega de Nightwish Troy Donockley, bem como o vocalista do Sonata Arctica Tony Kakko, que já contribuiu com a banda, também participam do disco.

## Faixas
| N.º            | Título                                                                 | Duração |  |
| 1.             | "Glasgow 1877"                                                         | 6:27    |  |
| 2.             | "Into the West" (Para o Oeste)                                         | 5:01    |  |
| 3.             | "Duel & Cloudscapes" (Duelo & Retrato de Nuvens)                       | 4:50    |  |
| 4.             | "Dreamtime" (Hora de Sonhar)                                           | 4:47    |  |
| 5.             | "Cold Heart of the Klondike" (Coração Frio do Klondike)                | 6:52    |  |
| 6.             | "The Last Sled" (O Último Trenó)                                       | 5:40    |  |
| 7.             | "Goodbye, Papa" (Adeus, Papai)                                         | 6:27    |  |
| 8.             | "To Be Rich" (Ser Rico)                                                | 3:22    |  |
| 9.             | "A Lifetime of Adventure" (Uma Vida Inteira de Aventura)               | 6:13    |  |
| 10.            | "Go Slowly Now, Sands of Time" (Vão Lentamente Agora, Areias do Tempo) | 4:36    |  |
| Duração total: | Duração total:                                                         | 54:05   |  |

| Faixa bônus do iTunes |                                                                                                   |         |  |
| N.º                   | Título                                                                                            | Duração |  |
| 11.                   | "A Lifetime of Adventure (alternate version)" (Uma Vida Inteira de Aventura (versão alternativa)) | 6:00    |  |

## Músicos
- Tuomas Holopainen - Teclados, piano

### Instrumentistas convidados
- Troy Donockley - Gaita irlandesa, low whistles, bodhrán
- Mikko Iivanainen - Guitarras, banjo
- Dermot Crehan - Violino
- Teho Majamäki - Didjeridu
- Jon Burr - Gaita
- Orquestra Filarmônica de Londres (arranjada, orquestrada e dirigida por Pip Williams[4])

### Vocalistas convidados
- Johanna Kurkela como  Dora Cintilante (nas faixas 1, 2, 4, 6, 8, 9, 10)
- Johanna Iivanainen como A Narradora e  Donilda O'Pata (nas faixas 1, 6, 8, 9)
- Alan Reid como Tio Patinhas (nas faixas 1, 6, 10)
- Tony Kakko como contador de histórias (na faixa 5)
- Metro Voices (coral)

## Paradas
| Parada (2014)                         | Melhor posição |
| ------------------------------------- | -------------- |
| Áustria (Ö3 Austria Top 40)           | 52             |
| Bélgica (Ultratop Valônia)            | 185            |
| Países Baixos (Dutch Charts)          | 92             |
| Finlândia (Suomen virallinen lista)   | 1              |
| Alemanha (Offizielle Deutsche Charts) | 23             |
| Suíça (Schweizer Hitparade)           | 19             |
| UK Albums Chart                       | 92             |